# Мандарина
Мандарина (лат. Citrus reticulata) је ниско дрво из породице рутвице (Rutaceae), а припада роду цитруса. То је зимзелена биљка која може да нарасте до 3 метра. Има шире листове од осталих цитруса. Цветови бели, петочлани, а плод хесперидијум. Најбоље успева у суптропским крајевима јер је осетљива на хладноћу.

## Порекло имена
Док је кинеским царством владала династија Минг, водећи људи у влади и војсци звали су се „мандарини” (према португалској речи која значи „саветовати”). Мандарина на нашем столу потиче из Кине, а име је добила по карактеристичној боји која подсећа на боју коже Кинеза. Зато су је називали citrus nobilis (племенити лимун) или мандарина. Са истока је у 20. веку стигла са обале Средоземља, где се сада углавном гаји.

## Највећи произвођачи
Подаци се односе на 2011. годину.
| Ранг | Држава       | Количина (1000 t) |
| ---- | ------------ | ----------------- |
| 1    | Кина         | 12.482            |
| 2    | Шпанија      | 2.117             |
| 3    | Бразил       | 1.005             |
| 4    | Јапан        | 928               |
| 5    | Турска       | 872               |
| 6    | Италија      | 853               |
| 7    | Египат       | 848               |
| 8    | Иран         | 800               |
| 9    | Мароко       | 753               |
| 10   | Јужна Кореја | 681               |
| 11   | САД          | 596               |
| 12   | Пакистан     | 515               |
| 13   | Мексико      | 406               |
| 14   | Аргентина    | 401               |
| 15   | Тајланд      | 360               |
| 16   | Перу         | 236               |
| 17   | Алжир        | 218               |
| 18   | Тајван       | 197               |
| 19   | Непал        | 179               |
| 20   | Малдиви      | 152               |
| /    | Остало       | 1.582             |
| /    | Свет         | 26.030            |

## Галерија
- Мандарина
- Дрво мандарине
- Цвет мандарине
- Мандарина